# مقاطعة أوفرتون (تينيسي)
مقاطعة أوفرتون هي مقاطعة في تينيسي، بلغ عدد سكانها 22٬083  نسمة، في 2010، عاصمتها ليفينغستون، تبلغ مساحتها 1٬126 كيلومتر مربع.

## الموقع
تشترك في الحدود مع:
- مقاطعة بيكيت (تينيسي)
- مقاطعة بوتنام (تينيسي).

## التقسيمات الإدارية
- ليفينغستون.

## أعلام
- ألبرت إتش روبرتس
- إبراهام إليسون غاريت
- جوزيه غريغ